# 戈爾德巴赫河 (迪特河支流)
52°16′34″N 7°57′36″E / 52.276154°N 7.959893°E

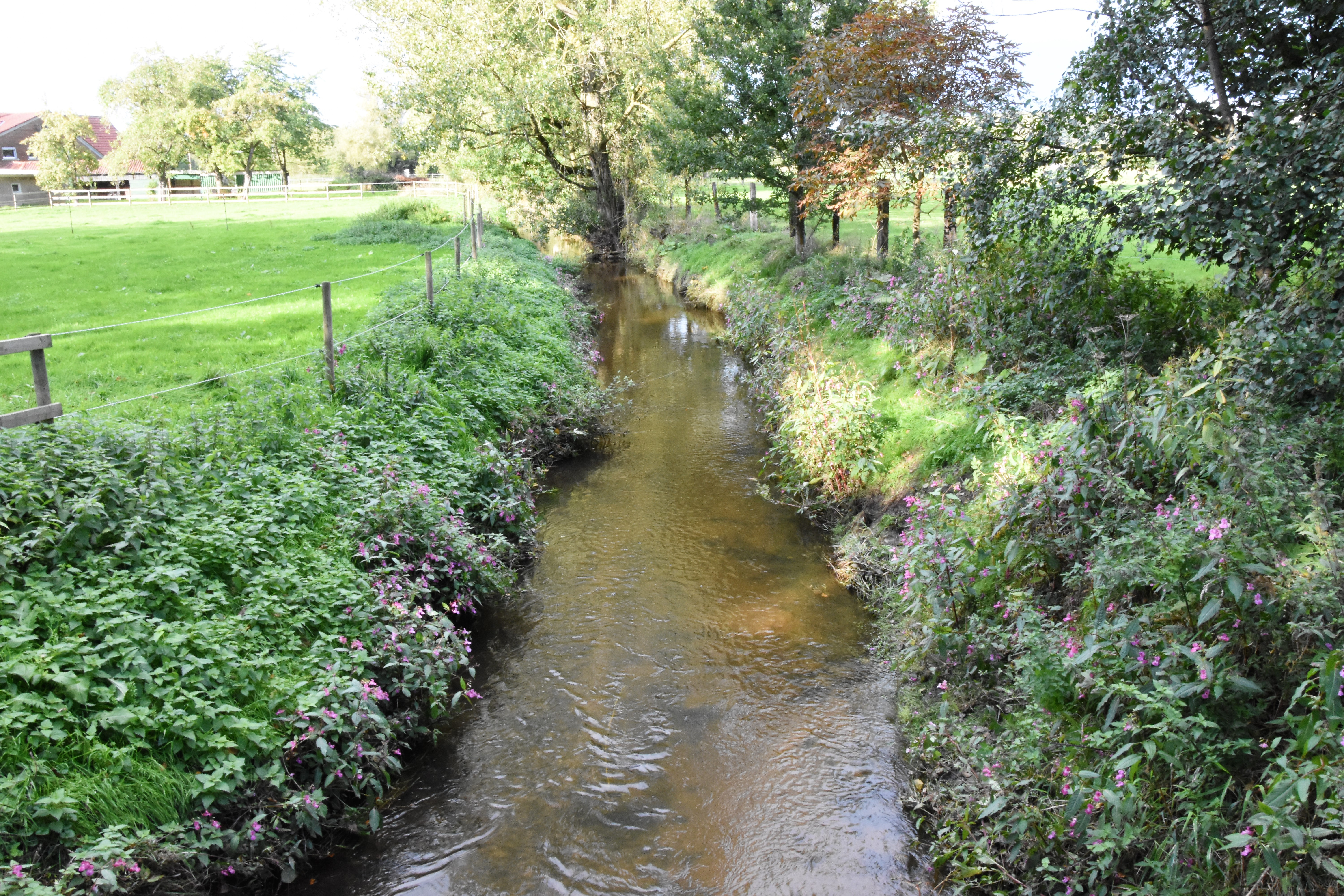

戈爾德巴赫河（德語：Goldbach），是德國的河流，位於該國西部，流經北萊茵-威斯特法倫州和下薩克森州，屬於迪特河的支流，流域面積80.4平方公里。